# Silnice II/250
Silnice II/250 je silnice II. třídy, která vede ze Žatce do Rané. Je dlouhá 20,9 km. Prochází jedním krajem a jedním okresem.

## Vedení silnice

### Ústecký kraj, okres Louny
- Žatec (křiž. I/27, III/22525)
- Staňkovice (křiž. III/2501)
- Bitozeves (křiž. D7, I/7, II/607, II/251, III/25010, III/25021, III/2505, III/2506, III/2513)
- Výškov (křiž. II/255, III/2508, III/2509)
- Břvany (křiž. III/25012, III/25013, III/25015, III/25017)
- Hrádek (křiž. III/25019)
- Raná (křiž. I/28, III/25020, III/2498)